# الدولة التيمورية
التيموريون سلالة تركمانية حكمت في بلاد ماوراء النهرين (آسيا الوسطى)، أفغانستان (حتى 1405 م)، شمال الهند، إيران العراق، الشام، شرق الأناضول وأجزاء من منطقة القفقاس ما بين سنوات 70/1363-1506 م. كان مقرها في سمرقند: حتى 1405 م، ثم انتقلت بعدها إلى هراة.
مؤسس السلالة تيمورلنك (1405-1328 م) ينحدر من قبائل «البرلاس» الأوزبك (من أصول تركية) والتي استوطنت مناطق ما وراء النهر. أصبح منذ 1360 م أميراً على «كش» (جنوبي سمرقند-أوزبكستان). استولى منذ 1363 م على مناطق واسعة في ما وراء النهرين (سمرقند: 1366، بلخ: 1369 م). تم الاعتراف به سنة 1370 م حاكماً للمناطق التي استولى عليها. بعدما أصبح زعيماً لتجمع قبائل «ألوس تامغطاي». أخضع في السنتين التاليتين منغوليا وخوارزم. ثم بدأ منذ 1380 م في شن حملاته على الغرب. حتى سنة 1389 م كان قد غزا القرتيون في أفغانستان (هراة) ثم دفع بقواته سة 1382 م إلى إيران والعراق فاستولى على أصفهان (1387 م)، أزاح آل مظفر عن شيراز ثم طرد الجلائريين من بغداد. سنة 1395/1394 م انتصر على القبيلة الذهبية واستولى على بلاد الكرج (القفقاس). سنة 1398 م قام بغزو الهند ونهب دلهي. سنة 1401/1400 م استولى على حلب، دمشق وشرق الأناضول. دمر بغداد سنة 1401 م، ثم انتصر على العثمانيين في معركة أنقرة. قام تيمورلنك بتحويل سمرقند إلى أكبر حواضر العالم. توفى تيمورلنك سنة 1405 م أثناء إعداده حملة لغزو الصين.
بعدما تنازع أحفاد تيمور لنك على مملكته تمكن شاه رخ (09/1405-1447 م) من أن يفرض نفسه بعد نزاع مع أخوته باشي وجان وآق وآلب على عرش المملكة الذين خافوا على حياتهم من الموت فلجؤوا إلى السلطان العثماني محمد الأول فرحب بهم لغرض في نفسه وهو أن يجعلهم ورقة ضغط على شقيقهم شاه رخ العدو له ولكي يأمن السلطان من أي خديعة جعل كل شقيق يقيم في أحد أقاليم الدولة العثمانية بعيداً عن الآخر فجعل باشي في سوريا وجان في مصر وآق في تونس وآلب في المغرب كما تزوج السلطان من شقيقتهم الجميلة ماه رخسار وكان السلطان يشملهم برعايتة الشخصية فخصص لهم رواتب شهرية ومنحهم أراضي وأملاك في الأقاليم التي يقيمون بها كما أبقى على ألقابهم الملكية وكان لهم وضع خاص ومكانة كبيرة واطلق عليهم أيضاً أمراء السلطان دلالة على مكانتهم الرفيعة عنده وجريا على عادة عثمانية كانوا يقدمون اسم العائلة على الاسم الشخصي فأصبح باشي تيمور باشي وجان أصبح تيمور جان وآق أصبح تيمور آق وآلب أصبح تيمور آلب وفي عهد السلطان محمد الأول ومن بعده ابنه مراد الثاني عاشت هذة العائلات التركمانية الملكية في ثراء فاحش ونعيم ليس له حدود لدرجة أن أصبحوا أغنى من حكام الأقاليم أنفسهم واستمر الحال هكذا فترة طويلة إلى أن دخل الاستعمار الأوروبي للدول التي يعيشون فيها فانقطعت الرواتب والعطايا ومن ثم صودرت القصور والأراضي الخاصة بهم وما أفلت من المصادرة تم وقفه لذريتهم كما تم إلغاء الألقاب الملكية التي كانوا يتخذونها ومع مرور الزمن أصبحت هذة الفروع الملكية المنحدرة من تيمور لنك العظيم في طي النسيان وأصبح العثور على أحد أحفاد هذه الأسر في الدول التي عاشوا بها أمرا شبه مستحيل ولولا مقابرهم الفخمة سواء في سوريا ولبنان ومصر وتونس والمغرب لما تذكرهم أحد في هذا العصر. سقطت بعدها الأناضول ومعها إيران والعراق في أيدي الآق قويونلو (الخرفان البيض).[بحاجة لمصدر] أثناء العهود التالية نشطت الحياة الثقافية في العديد من الحواضر في المملكة. كانت سمرقند أكبرها جميعاً، اشتهرت بمرصدها الفلكي الذي قام ببناءه الفلكي والسلطان في نفس الوقت ألغ بك (1409-1449 م). بعد 1447/9 م بدأت الحروب الداخلية. كانت إمارة سمرقند والتي حكمها أبو سعيد (1451-1469 م) الاستثناء الوحيد لحالة الفوضى التي عمت المملكة. أزاح الشيبانيون ابنه أحمد (1469-1494 م) عندما دخلوا سمرقند (على مرتين) سنة 1497 ثم 1500 م.
عاشت دولة التيموريين آخر أمجادها في هراة تحت حكم حسين بايقرا (1469-1506 م)، والذي كانت عاصمته مركزاً من مراكز الثقافة آنذاك. انتهى حكمهم سنة 07/1506 م عندما دخل الشيبانيون هراة. قام أحد أحفاد تيمور وهو بابر بتأسيس دولة جديدة (المغول الكبار) في الهند.

## أسماء الدولة
يذكر المؤرخ التيموري شرف الدين علي يزدي في كتابه، ظفرنامه (كتاب الانتصارات)، أن اسم دولة تيمورلنك كان توران (بالفارسية: توران). أمر تيمورلنك شخصيًا بنحت اسم دولته، توران، على قطعة صخرية في سفح جبل أولو تاغ (في كازاخستان الحالية)، والمعروفة اليوم باسم نقش كارساكباي. ينص النص الأصلي تحديدًا على ما يلي:
«... تقدم سلطان توران، تيمور بك، بثلاثمائة ألف جندي نصرةً للإسلام ضد الخان البلغاري، توقتمش خان...»
أُشير إلى المملكة رسميًا باسم إيران وتوران (بالفارسية: ایران و توران) في أدب العصر التيموري، بالأسلوب نفسه الذي اقترنت به كلمتا ترك وطاجيك معًا. وعُدَّ نهر جيحون حدًّا بين المنطقتين. كان كلا المصطلحين معنيين بالتقاليد الإمبراطورية، إذ كانت إيران فارسية وإسلامية فارسية، وتوران مع إمبراطوريات السهوب للترك والمغول. ويظهر اسم بلاد ما وراء النهر أيضًا بصفته اسمًا للمملكة.
وفقًا لمؤلفين من الشيعة، سُميت سلالة التيموريين الحاكمة بـ غوركاني (بالفارسية: گورکانیان، غوركانيان). غوركاني تعني صهر، وهو لقب أطلقه تيمورلنك ليتمكن من إضفاء الشرعية على حكمه، إذ أن ادعاءه بنسبه إلى جنكيز خان لم يكن ممكنًا. ولهذا الغرض، تزوج من سليلة جنكيز خان، الأميرة سراي ملك خانم.

## علم الأنساب
تنحدر السلالة التيمورية من قبيلة برلاس. وقد روى والد تيمورلنك له قصة انحدار عائلته من أبي الأتراك، وفقًا لبيان والده.
كان التيموريون من نسل تُرك، ابن يافث، وفقًا لكتاب الحاكم التيموري ألخ بك، تاريخ أربعة أمم، والمختصر باسم شجرة الأتراك. وكان يُشار إلى ترك عادةً باسم «أبو الأتراك». كان مغول وتتار شقيقين توأمين وأبناءً لعلجه خان، وبالتالي من الجيل الخامس من نسل ترك.
صنف ألخ بك المغول على أنهم ترك في عمله في علم الأنساب، في حين أشاد أيضًا بروحهم المحاربة. أدرج ألخ بك يافث وترك ومغول وتتار وأوغوز في سجل أنساب الجنكيزيين والتيموريين.

## التاريخ
غزا تيمورلنك أجزاءً كبيرةً من الأراضي الفارسية الكبرى القديمة في آسيا الوسطى، وبالدرجة الأولى بلاد ما وراء النهر وخراسان، من عام 1363 فصاعدًا بتحالفات مختلفة. واستولى على سمرقند في عام 1366 وبلخ في عام 1369. واعتُرِف به حاكمًا عليهما في عام 1370. وبتصرفه رسميًا باسم سورغاتمش، خان جغتاي، أخضع ما وراء النهر وخوارزم في السنوات التي تلت ذلك. سيطر على خانية جغتاي الغربية بحلول ستينيات القرن الرابع عشر. وبصفته أميرًا، كان تابعًا اسميًا للخان، إلا أن تيمورلنك في الواقع هو من كان يختار الخانات. وأصبح هؤلاء مجرد حكام دمى. وظل خانات جغتاي الغربية خاضعين لسيطرة أمراء تيموريين باستمرار في القرنين الخامس عشر والسادس عشر، وانخفضت أهميتهم الرمزية في النهاية حتى انعدم شأنها.

### الصعود
بدأ تيمورلنك حملة غربًا في عام 1380، غزا خلالها مختلف الدول التي خلفت الدولة الإلخانية. وبحلول عام 1389، كان قد طرد الكرتيين من هراة وتقدم نحو البر الرئيس لبلاد فارس حيث حقق انتصارات عديدة. شمل ذلك الاستيلاء على أصفهان في عام 1387، وطرد آل مظفر من شيراز في عام 1393، وطرد الجلائريين من بغداد. كان توقتمش، خان القبيلة الذهبية، منافسًا رئيسًا لتيمورلنك في المنطقة. انتصر على القبيلة الذهبية في فترة عامي 1394 و1395، بعد حملته الناجحة في جورجيا، وبعدها فرض سيادته على القوقاز.
لفتت الفوضى السائدة في سلطنة دلهي انتباه تيمورلنك في عام 1398. أرسل تيمورلنك في مطلع ذلك العام جيشًا بقيادة حفيده بير محمد لعبور نهر السند ومهاجمة ملتان؛ واستمر الحصار الناجح ستة أشهر. قاد تيمورلنك بنفسه الجيش الرئيس عبر نهر السند في وقت لاحق من العام نفسه، وانضم إلى بير محمد بعد تدمير تلمبه. هزم تيمورلنك زعيم قبيلة كهوكهر، جسرت، في ستلج، ثم استولى على حصني لوني وباتنير، على بُعد سبعة أميال شمال شرق دلهي. اشتبك تيمورلنك مع جيوش السلطان محمود شاه في ديسمبر عام 1398 وانتصر. أدى ذلك إلى دخوله دلهي منتصرًا، حيث ارتكب مذبحة، لكنه أبقى على الحرفيين ليرسلهم إلى سمرقند. غادر دلهي في يناير عام 1399. واجه تيمورلنك خلال دخوله إلى الهند سلطنة كانت في حالة تدهور بالفعل؛ بسبب انفصال أغنى مقاطعاتها.
لاحقًا، في فترة عامي 1400 و1401، غزا حلب ودمشق وشرق الأناضول. دمّر بغداد في عام 1401، وهزم العثمانيين في معركة أنقرة في عام 1402. جعل هذا تيمورلنك من أبرز الحكام المسلمين في ذلك العصر، في حين انزلقت الدولة العثمانية في حرب أهلية. في غضون ذلك، حوّل سمرقند إلى عاصمة رئيسة ومركزًا لمملكته.

### الركود والانحدار
عيّن تيمورلنك أبناءه وأحفاده في ولايات رئيسة لأجزاء مختلفة من إمبراطوريته، وعيّن غرباء في أجزاء اخرى. انزلقت العائلة بسرعة في نزاعات وحروب أهلية بعد وفاته في عام 1405، مما أضعفها فعليًا، وأصبح العديد من الحكام مستقلين تمامًا. كانت سمرقند وهراة، المدينتان اللتان اصبحتا مركز النهضة التيمورية، كانتا معقلي الثقافة الفارسية؛ نظرًا لتدمير المدن الفارسية بسبب الحروب. من الممكن أن تكون غزوات تيمورلنك قد أودت بحيوات 17 مليون شخص.
كان شاهرخ ميرزا، الحاكم الرابع للتيموريين، يتعاون مع القره قويونلو، الذين سعوا إلى التوسع في إيران. ولكن في أعقاب وفاة شاهرخ، طرد القره قويونلو بقيادة جهان شاه التيموريين إلى شرق إيران بعد عام 1447، واحتلوا هراة لفترة وجيزة في عام 1458. بعد وفاة جهان شاه، استولى أوزون حسن، بك آق قويونلو، على ممتلكات القره قويونلو في إيران بين عامي 1469 1471.

### السقوط
تراجعت قوة التيموريين بسرعة خلال النصف الثاني من القرن الخامس عشر، ويعزى ذلك إلى حد كبير إلى التقليد التيموري/المغولي في تقسيم الإمبراطورية، بالإضافة إلى العديد من الحروب الأهلية. انتزع آق قويونلو معظم إيران من التيموريين، وبحلول عام 1500، فقدت الإمبراطورية التيمورية المنقسمة والممزقة بالحرب السيطرة على معظم أراضيها، وفي السنوات التالية، صُدَّت فعليًا عن جميع الجبهات. سقطت بلاد فارس والقوقاز وبلاد الرافدين وشرق الأناضول بسرعة في أيدي الإمبراطورية الصفوية الشيعية، التي حكمها الشاه إسماعيل الأول في العقد التالي. اجتاح الأوزبك بقيادة محمد شيباني معظم أراضي آسيا الوسطى، إذ احتلوا مدينتي سمرقند وهراة الرئيستين في عامي 1505 و1507، وأسسوا خانية بخارى. تأسست سلطنة مغول الهند انطلاقًا من كابُل في عام 1526 على يد بابر، سليل تيمورلنك من جهة أبيه، وربما سليل جنكيز خان من جهة أمه. تُعرف السلالة التي أسسها باسم سلالة المغول، مع أنها ورِثَت مباشرةً من التيموريين. حكمت إمبراطورية المغول معظم أنحاء الهند بحلول القرن السابع عشر، لكنها تراجعت في نهاية المطاف خلال القرن التالي. وانتهت السلالة التيمورية أخيرًا عندما ألغت الإمبراطورية البريطانية الحكم الاسمي المتبقي للمغول عقب ثورة عام 1857.

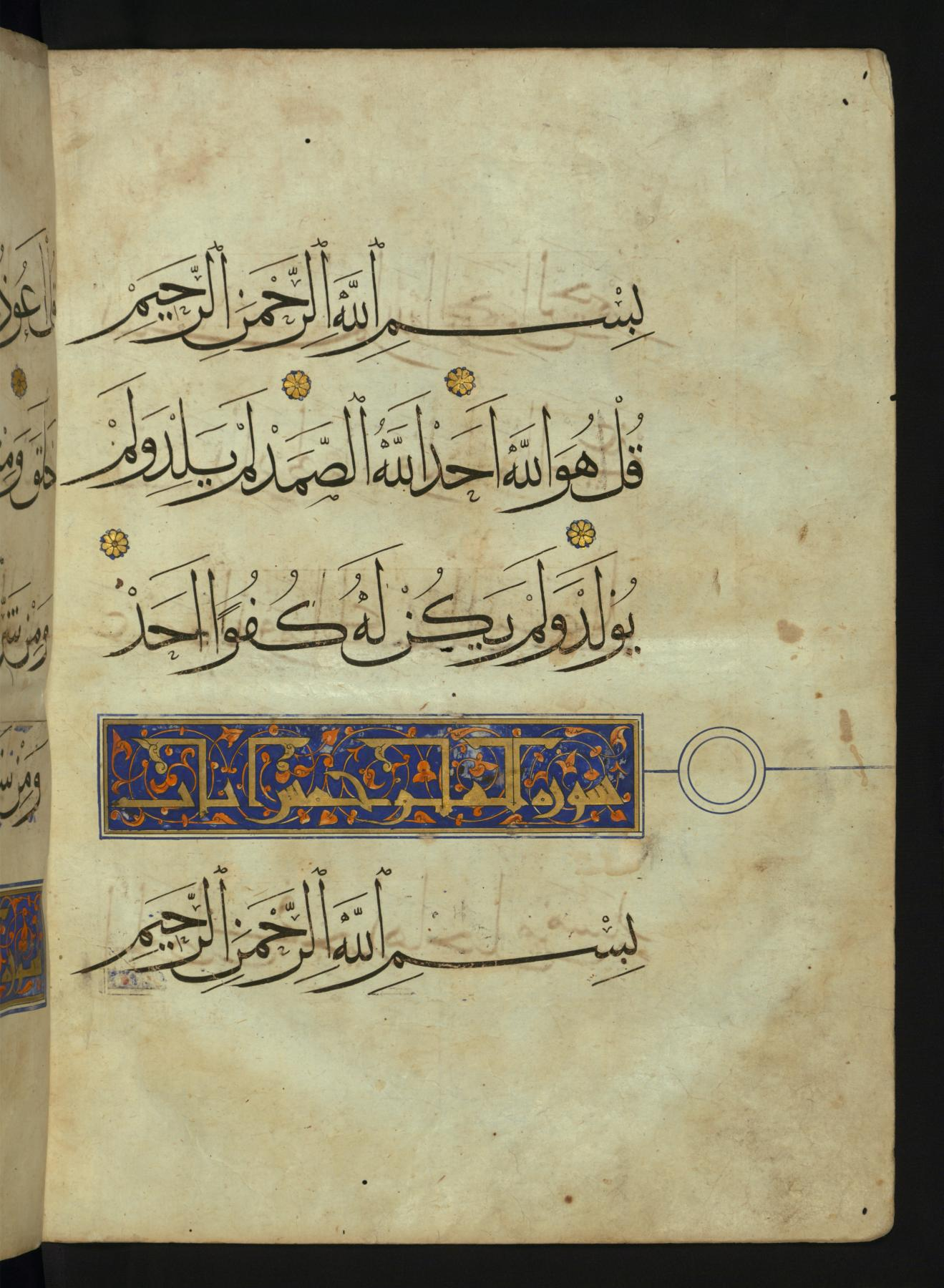
مخطوطة لسورة الإخلاص تعود القرن الخامس عشر في العصر التيموري

## قائمة السلاطين
- تيمور الأعرج (حكم 1370-1405)
- بير محمد بن جهانكير (حكم 1405–1407)
- خليل سلطان بن تيمورلنك (حكم 1405–1409)
- شاه رخ بن تيمورلنك (حكم 1405–1447)
- ألغ بك (حكم 1447–1449)
- عبد اللطيف بن ألغ بك
- عبد الله بن إبراهيم بن شاه رخ
- أبو القاسم بابر بن بايسنقر (حكم 1449–1457)
- محمد بن بايسنقر بن شاه رخ (حكم 1469–1506)
- أبو سعيد ميرزا (حكم 1451-1469)
- محمود بن أبي القاسم بابر (1457)
- أحمد بن أبي سعيد ميرزا (حكم 1469-1494)
- محمود بن أبي سعيد ميرزا (حكم 1494-1495)
- إبراهيم بن علاء الدولة بن بايسنقر (حكم 1457-1459)
- حسين بايقرا (حكم 1469–1506)
- يادجار محمد ميرزا (حكم 1469–1470)
- بديع الزمان ميزرا (حكم 1506-1507)

## راجع
- حروب التيموريين الأهلية
- دولة التيمورون في الهند .
- قائمة السلالات الحاكمة الإسلامية السنية